# Foulque leucoptère
Fulica leucoptera
Espèce
Statut de conservation UICN

 LC  : Préoccupation mineure
La Foulque leucoptère (Fulica leucoptera) est une espèce d'oiseaux de la famille des Rallidae.
Son aire s'étend à travers le cône Sud (sauf les Andes), le sud de la Bolivie et le Rio Grande do Sul.